# Hendrik Christian Andersen

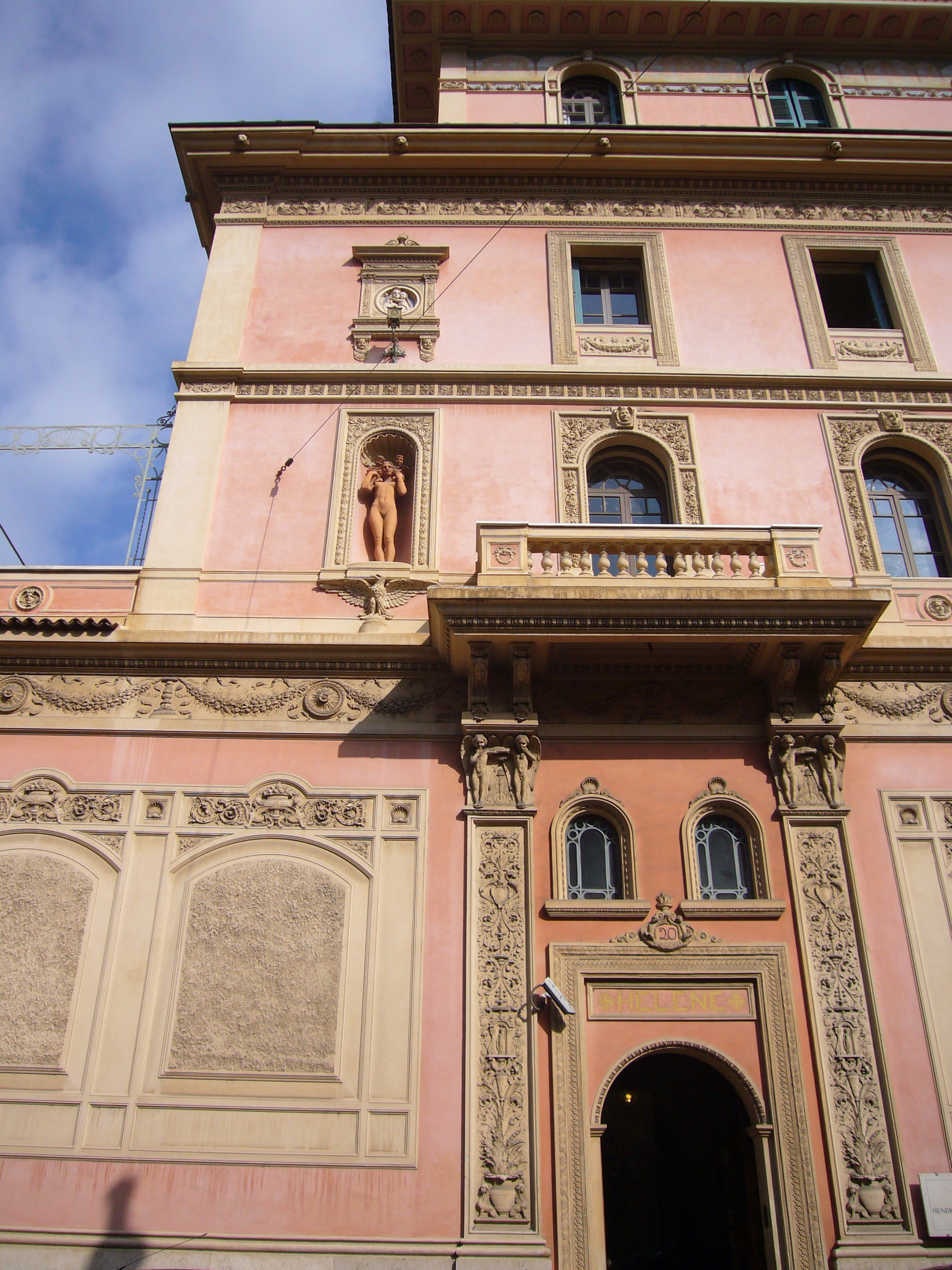
Muzeum Hendrika Christiana Andersena w Rzymie

Hendrik Christian Andersen (ur. 7 kwietnia 1872 w Bergen, zm. 19 grudnia 1940 w Rzymie) – norweski rzeźbiarz, malarz i urbanista działający głównie w Stanach Zjednoczonych.